# Omeka
Omeka és un sistema de gestió de repositoris digitals pensat per a la publicació en línia de col·leccions de biblioteques, arxius i museus. Ha estat desenvolupat pel Rosenzweig Center for History and New Media de la Universitat George Mason, responsables, entre d'altres, del gestor bibliogràfic Zotero. El projecte Omeka ha comptat amb el finançament de diferents entitats com l'Andrew W. Mellon Foundation, l'Institute of Museum and Library Services, l'Alfred P. Sloan Foundation o la Samuel H. Kress Foundation. El codi font es troba alliberat sota una llicència GPL versió 3.
Una de les principals característiques d'Omeka és la seva flexibilitat en el desenvolupament de tota mena de projectes. Tradicionalment es fa servir per crear:
- Repositoris institucionals.
- Exposicions virtuals.
- Recursos educatius i publicacions estructurades.
- Portals creats sota el model del Proveïment participatiu o crowdsourcing.

Respecte altres alternatives de programari lliure del seu mateix àmbit, Omeka destaca per la seva facilitat d'instal·lació, implementació i ús.

## Història
Les primeres versions beta d'Omeka es van alliberar l'any 2008. Al juny del 2009 apareix la primera versió estable de la família 1.0, una sèrie que es va mantenir fins al 2013. Al juny d'aquell mateix any apareix la primera versió de la familia 2.0. Aquesta nova versió va comportar canvis fonamentals en el cor de l'aplicació, la interfície gràfica i l'inici del desenvolupament de l'API d'Omeka.
Omeka no pretén resoldre la gestió integral de cap col·lecció documental, sinó que s'ha pensat des del seus inicis com una capa de comunicació pública per a les col·leccions digitals de qualsevol tipus d'unitat d'informació. En aquest sentit, Omeka és una aplicació a mig camí entre els tradicionals sistemes de gestió de repositoris, els sistemes de gestió de continguts digitals i els sistemes de gestió i difusió de col·leccions de museus.

## Arquitectura i tecnologia
Omeka és un programa escrit en PHP i multiplataforma, tot i que es recomana la seva instal·lació sobre sistemes operatius basats en Unix. Tradicionalment, les instàncies d'Omeka es desenvolupen en entorns LAMP.
L'aplicació s'ha desenvolupat des dels seus inicis amb l'entorn de treball Zend Framework i inclou diverses biblioteques de programari com getID3, jQuery, jQuery UI, TinyMCE o Silk Icons.
Fins a la versió 2.2, el sistema depenia del paquet ImageMagick per a la gestió de les imatges dipositades al sistema. Des de la versió 2.3 es pot fer servir tant aquesta aplicació, com l'extensió GD de PHP.
Omeka es basa en estàndards internacionals com el Dublin Core per a la descripció dels objectes digitals, el protocol OAI-PMH d'interoperabilitat entre sistemes d'informació o els llenguatges RSS2, Atom o JSON com a sistemes de difusió de la informació.
El sistema incorpora diferents mètodes per a l'exportació i importació de dades a partir de fitxers CSV, XML o mitjançant el mateix protocol OAI-PMH.

## Funcionalitats i Connectors
Omeka és una aplicació extensible formada per un paquet inicial que incorpora un conjunt d'eines bàsiques per a la creació d'un repositori o biblioteca digital. A les funcionalitats bàsiques del sistema es poden afegir d'altres a partir de la incorporació de diferents connectors. Entre aquestes extensions, destaca el constructor d'exposicions, emprat entre altres institucions per Europeana en alguna de les seves exposicions virtuals.

### Intercanvi de dades
- COinS. Afegeix metadades COinS a les pàgines per tal de millorar l'intercanvi de dades amb Zotero.
- OAI-PMH Harvester. Permet a Omeka recol·lectar metadades mitjançant el protocol OAI-PMH.
- OAI-PMH Repository. Exposa les metadades del repositori segons el protocol OAI-PMH.
- CSV import. Permet importar metadades i fitxers al sistema a partir del mapeig de fitxers CSV.
- Zotero Import. Permet importar col·leccions i biblioteques d'un usuari de Zotero.

### Cerca i recuperació d'informació
- Search By Metadata. Crea un sistema de navegació a través de l'esquema de metadades utilitzat, tot creant pàgines de navegació amb la llista de registres que incorporen el terme seleccionat.
- Solr Search. Reemplaça el motor de cerca per defecte basat en MySQL per Solr, un motor de cerca de codi obert basat en la biblioteca de Java del projecte Lucene amb APIs en XML/HTTP i JSON.
- PDF Text. Extreu el text dels fitxers PDF del repositori per fer cerques a text complet.

### Metadades
- Dublin Core Extended. Afegeix el conjunt complet de propietats existents per als 15 elements bàsics del Dublin Core.
- VraCore Element Set. Afegeix el conjunt d'elements de l'esquema VRA (Visual Resources Association), per a la descripció d'imatges.
- PBCore Element Set. Afegeix el conjunt d'elements de l'esquema PBCore per a la descripció de recursos audiovisuals.

### Organització del repositori i llenguatges controlats
- Simple Vocab. Permet crear llistes controlades de termes que es poden associar als diferents camps de l'esquema de metadades.
- Collection Tree. Proporciona als administradors la possibilitat de crear un arbre jeràrquic a partir de les col·leccions.
- Item Order. Permet als administradors personalitzar l'ordre dels elements dins de les col·leccions.
- Item Relations. Permet crear relacions entre els objectes del repositori a partir de diferents esquemes com el FOAF, FRBR, BIBO o Dublin Core entre d'altres.

### Serveis 2.0
- Commenting. Afegeix un mòdul de comentaris a les pàgines d'ítem, col·leccions i exposicions.
- Social Bookmarking. Afegeix una llista personalitzable de serveis socials per afavorir la compartició dels continguts.
- Geolocation. Permet geolocalitzar els objectes digitals del repositori i crear mapes personalitzats.
- Embed Codes. Afegeix un petit codi a les pàgines d'ítem a partir del qual es pot incrustar en llocs web de tercers els continguts del repositori.

### Creació i presentació del contingut
- Simple Pages. Permet la creació de pàgines estàtiques.
- Docs Viewer. Afegeix el visor de documents de Google Docs a les pàgines d'ítem.
- HTML5 Media. Activa la biblioteca MediaElement per a la reproducció d'arxius d'àudio i vídeo en comptes d'oferir el reproductor HTML5 per defecte de cada navegador.
- Simple Contact Form. Permet crear formularis de contacte personalitzables que es poden incorporar a les pàgines del portal.
- Neatline. En combinació amb altres connectors, permet crear noves formes de visualitzar el contingut com línies de temps, anotacions sobre imatges, etc.

## Premis
L'any 2012, Omeka va rebre el Digital Humanities Award al millor recurs digital en l'àmbit de les humanitats digitals.

## Repositoris Omeka a Catalunya
- L'Arxiu de la Paraula de l'Ateneu Barcelonès.
- Biblioteca Digital Roquetes de la Biblioteca Municipal de Roquetes.
- Memòria Digital de Navarcles de la Biblioteca Sant Valentí de Navarcles.
- Biblioteca digital Arxivat 2020-10-20 a Wayback Machine. de la Biblioteca Salvador Vives Casajuana de Sant Vicenç de Castellet